# Saint-Nil
Saint-Nil était un village de la Gaspésie au Québec dans l'Est du Canada. Le village fut fondé en 1934 et fermé en 1974. Le territoire du village fait aujourd'hui partie du territoire de la municipalité de Saint-René-de-Matane dans la municipalité régionale de comté de La Matanie.

## Histoire
Le premier colon arrivant alors de Saint-Ulric reçoit la concession 22 du 13e rang du canton Tessier et s'y installe durant le mois d'octobre 1934. C'est le 22 octobre 1936 que la première école est ouverte par le Ministère, il s'agit alors d'une partie de la maison privée de Jean-Paul-Bernier. Dès l'année suivante, trois écoles de rangs sont construites dans le 12e rang sur les lots 13, 24 et 36. En 1938, une demande est faite à monseigneur Courchêne pour la construction d'une chapelle. Monseigneur Desbiens effectua une visite dans la colonie en 1940 par contre il repartit sans confirmer l'endroit où sera bâtie la chapelle. Le premier curé résidant n'arriva finalement qu'en 1942, année où la paroisse prit le nom de Saint-Nil, anciennement les gens référaient à l'endroit comme La Coulée ou le Canton Tessier. En octobre 1942, la chapelle est finalement terminée. Le presbytère ne fut réalisé qu'en 1944, après une demande effectuée en 1943, le prêtre résidait directement dans la chapelle durant ce temps.
En 1947, une demande est faite pour la construction d'une nouvelle église, la chapelle était déjà devenu désuète pour le nombre de fidèles. La demande est acceptée et le choix du terrain du cimetière est également fait. 
En 1950, la population était de 973 personnes, ce qui était plus du double de la population de 1942 qui était auparavant de 411 personnes. Ce n'est qu'en 1952 que l'électricité arrive à Saint-Nil puis en 1954, une nouvelle école est construite au village. Le 28 décembre 1964 est formé le premier conseil municipal, auparavant c'était le conseil de comté qui s'occupait des affaires municipales.
En 1973, il ne reste plus que 33 familles résidentes, 8 se disent prêtes à rester alors que 25 veulent quitter selon les résultats d'un questionnaire effectué pour connaître la situation actuelle de Saint-Nil.
Saint-Nil est officiellement fermé le 1er octobre 1974, par contre la fusion de la municipalité de Saint-Nil avec celle de Saint-René-de-Matane n'est effectuée qu'au mois d'octobre 1982.

## Situation actuelle
Il ne reste que quelques maisons n'ayant pas été déménagées ou détruites, éparpillées sur le territoire de Saint-Nil. Du village en lui-même, seuls subsistent le cimetière à l'intersection du chemin du Lac-Bonafeuil et de la route de l'Église ainsi qu'un bout de route asphaltée au cœur de ce qui était l'ancien village. 

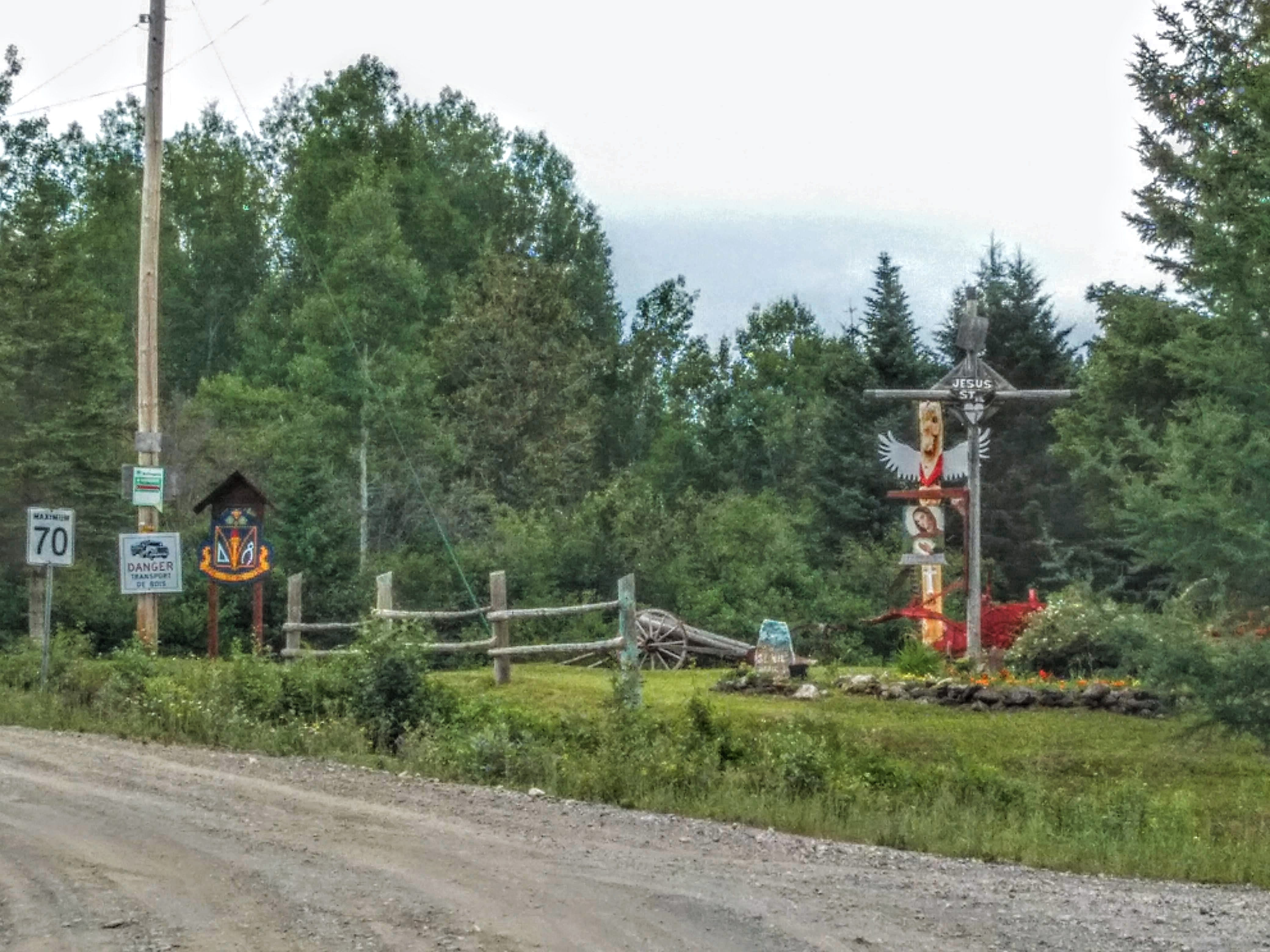
Monument commémoratif de Saint-Nil, à l'entrée du 14e Rang à Saint-René-de-Matane.
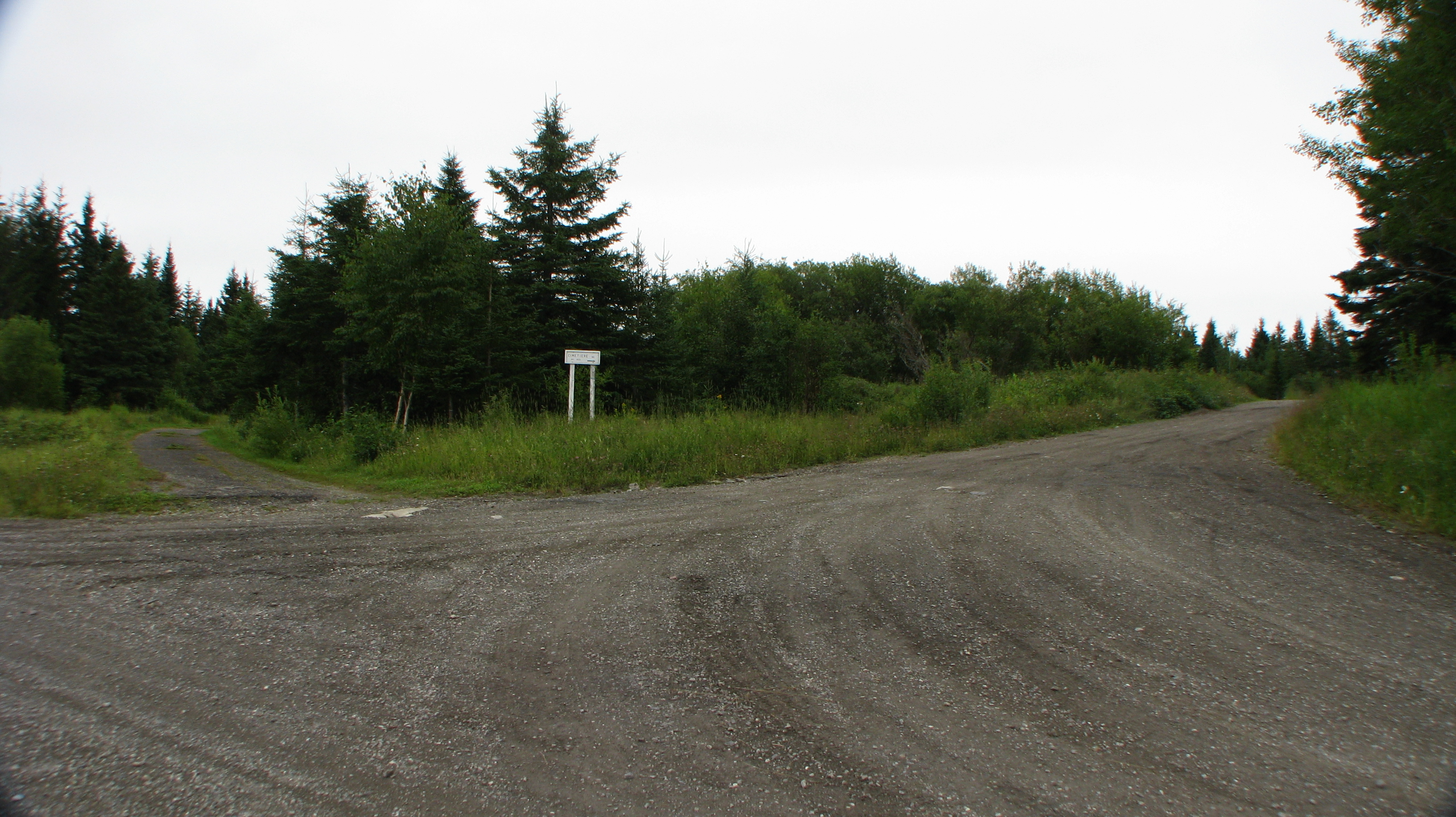
L'ancien emplacement du village de Saint-Nil.
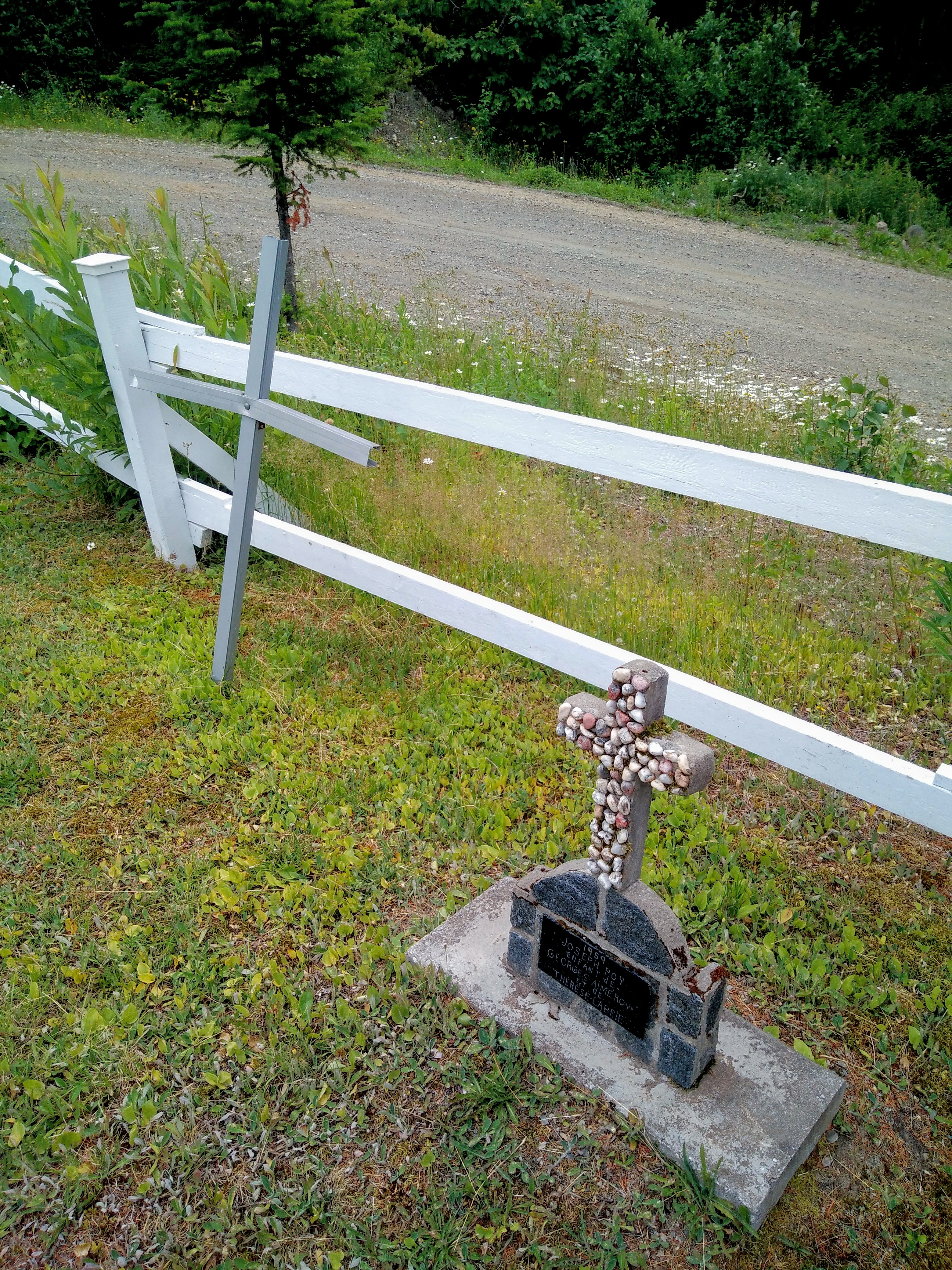
Monuments vernaculaires dans le cimetière.
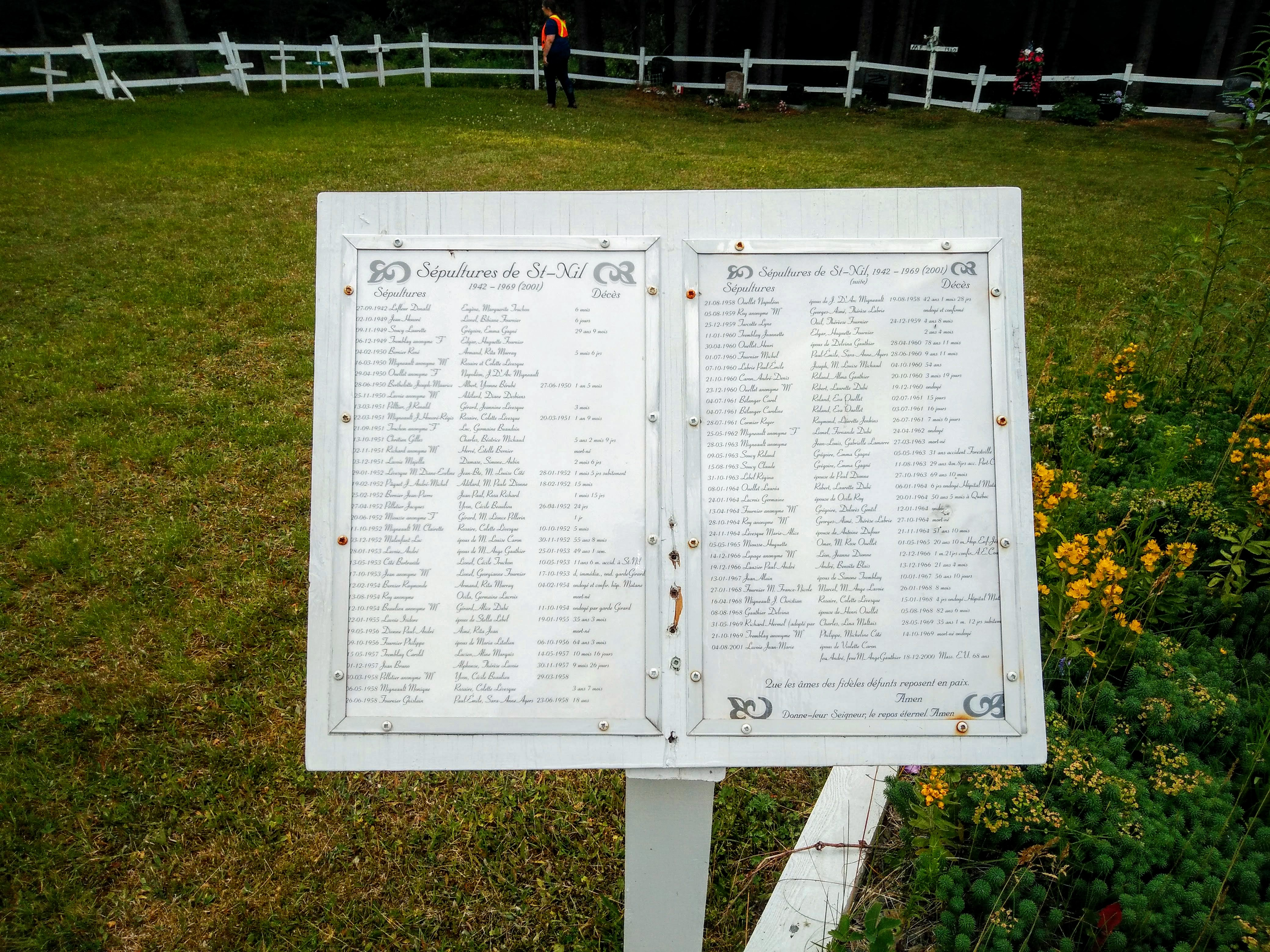
Liste des sépultures dans le cimetière.
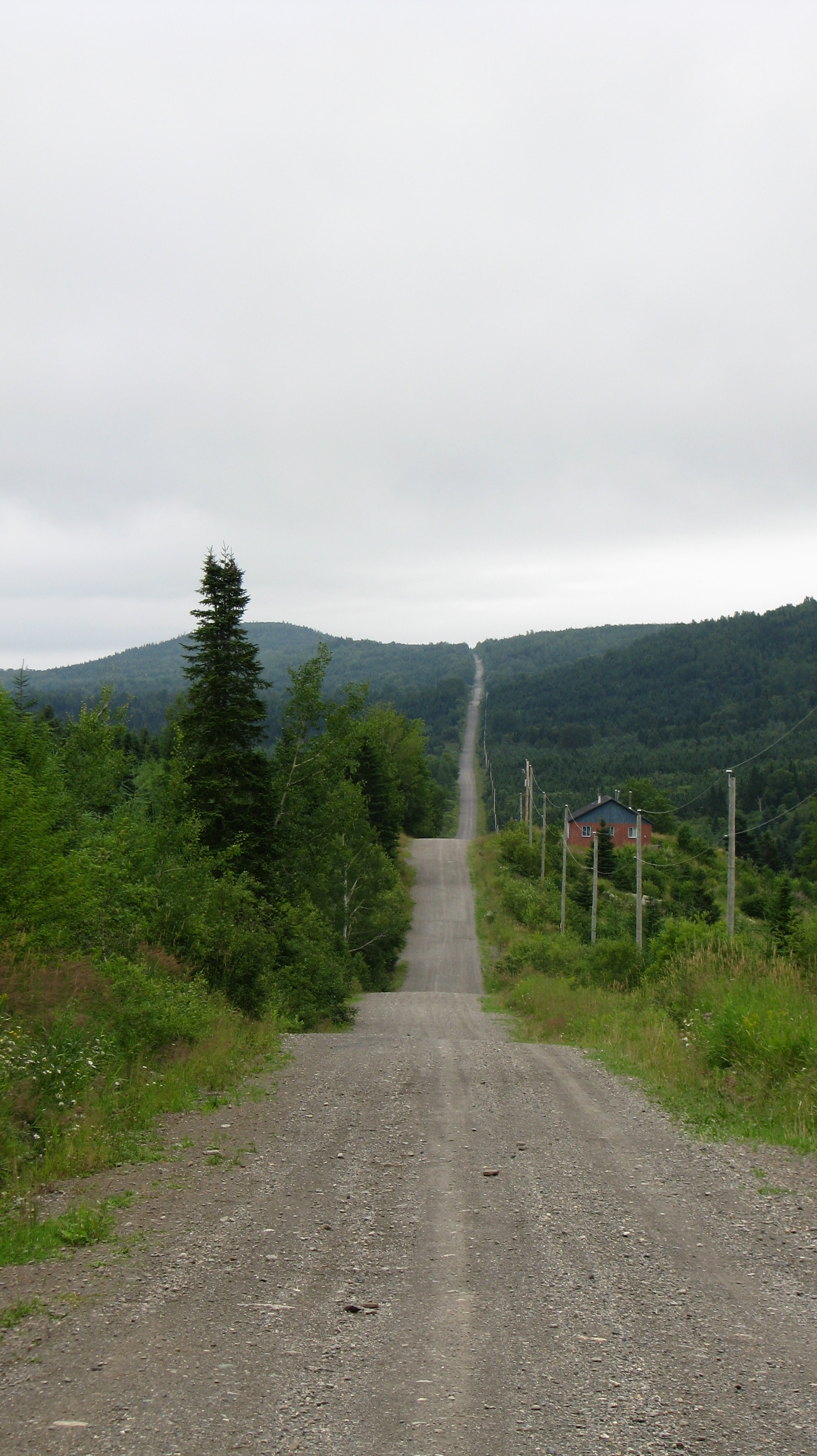
Le chemin des 12e-et-13e-Rangs entre Saint-Nil et la route 195.
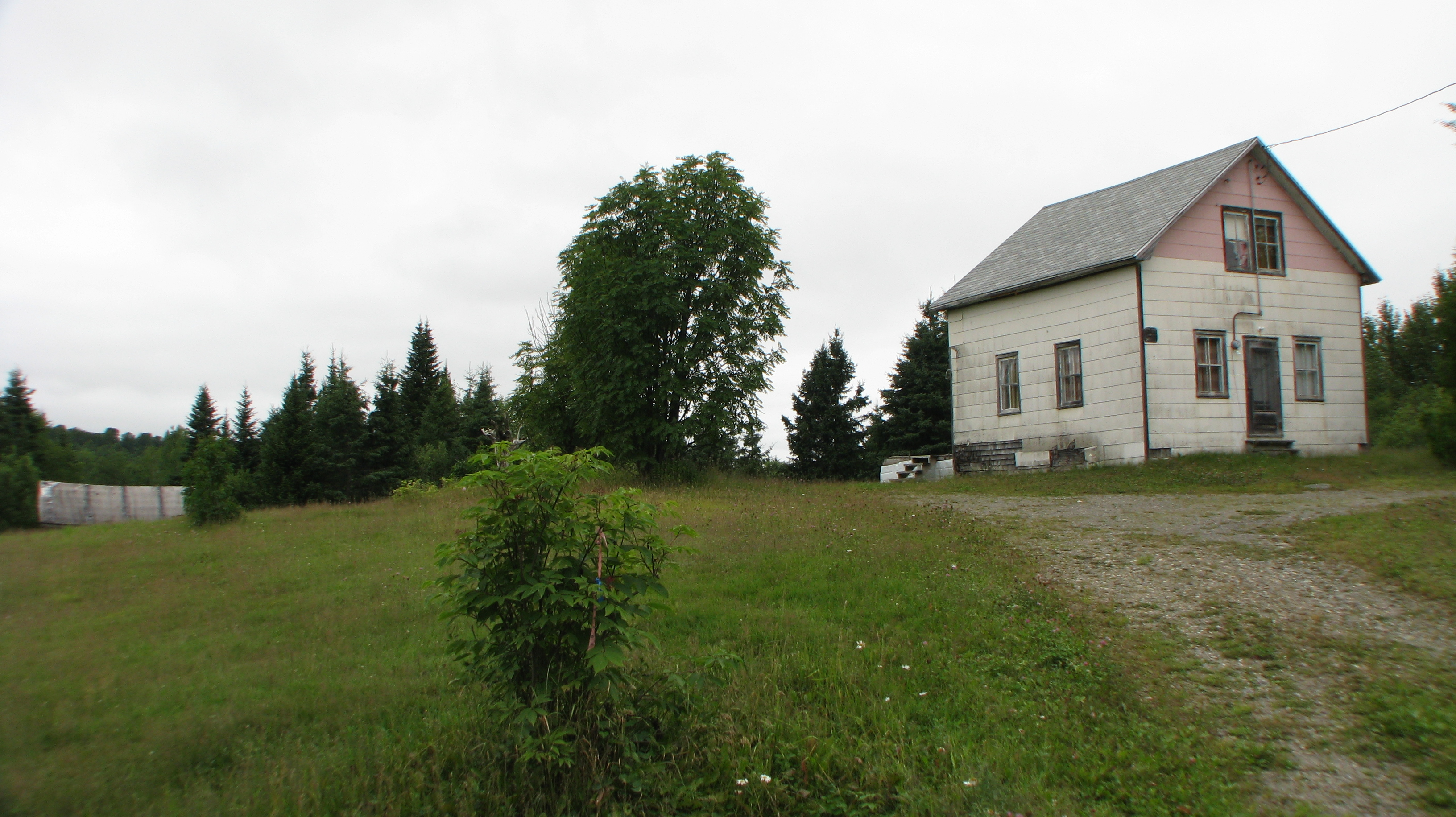
Une maison de colonisation qui a survécu à la fermeture du village.
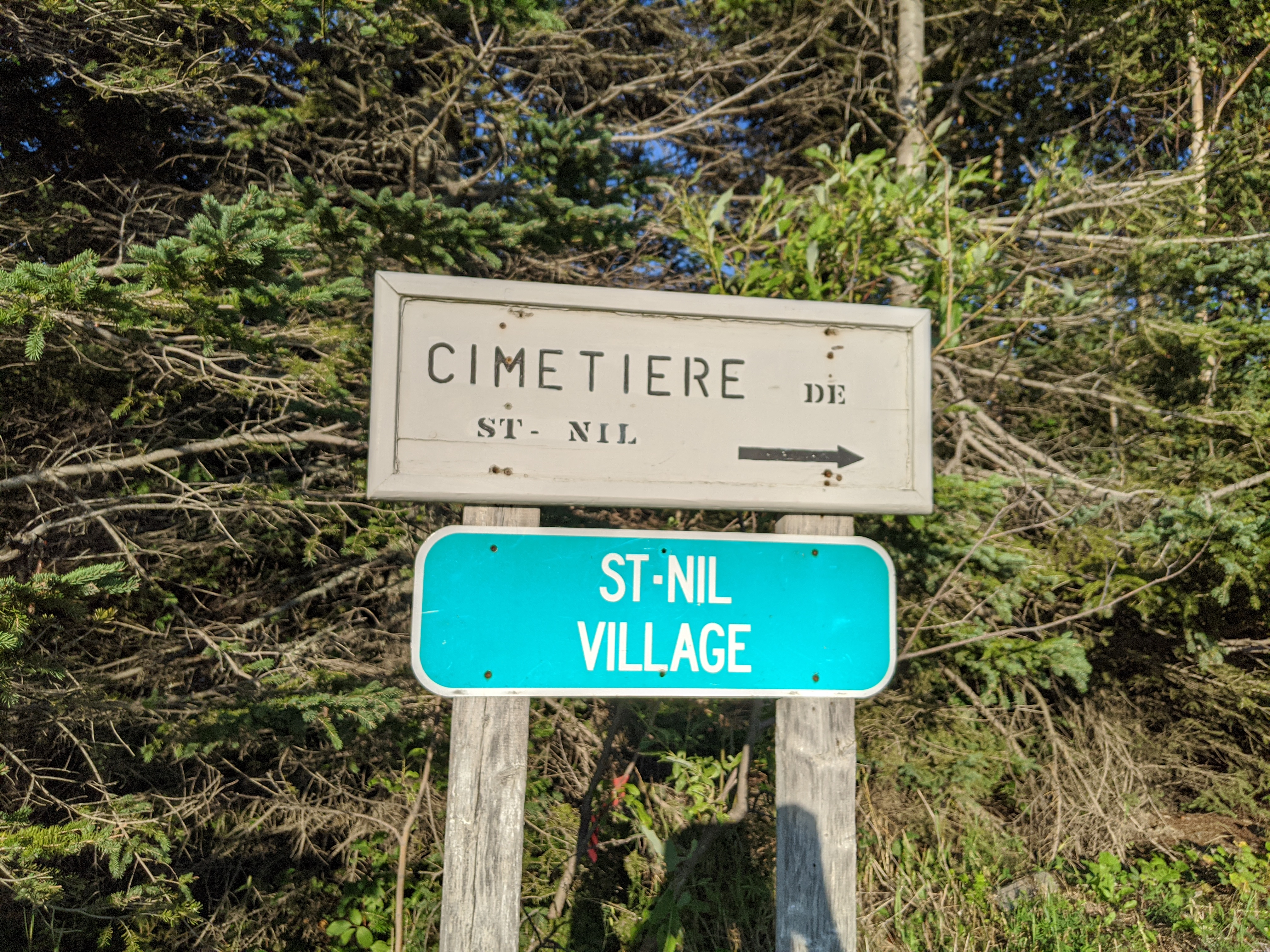
Panneau de signalisation à l'entrée de l'ancien village de Saint-Nil.